# Samuel Davis Sturgis

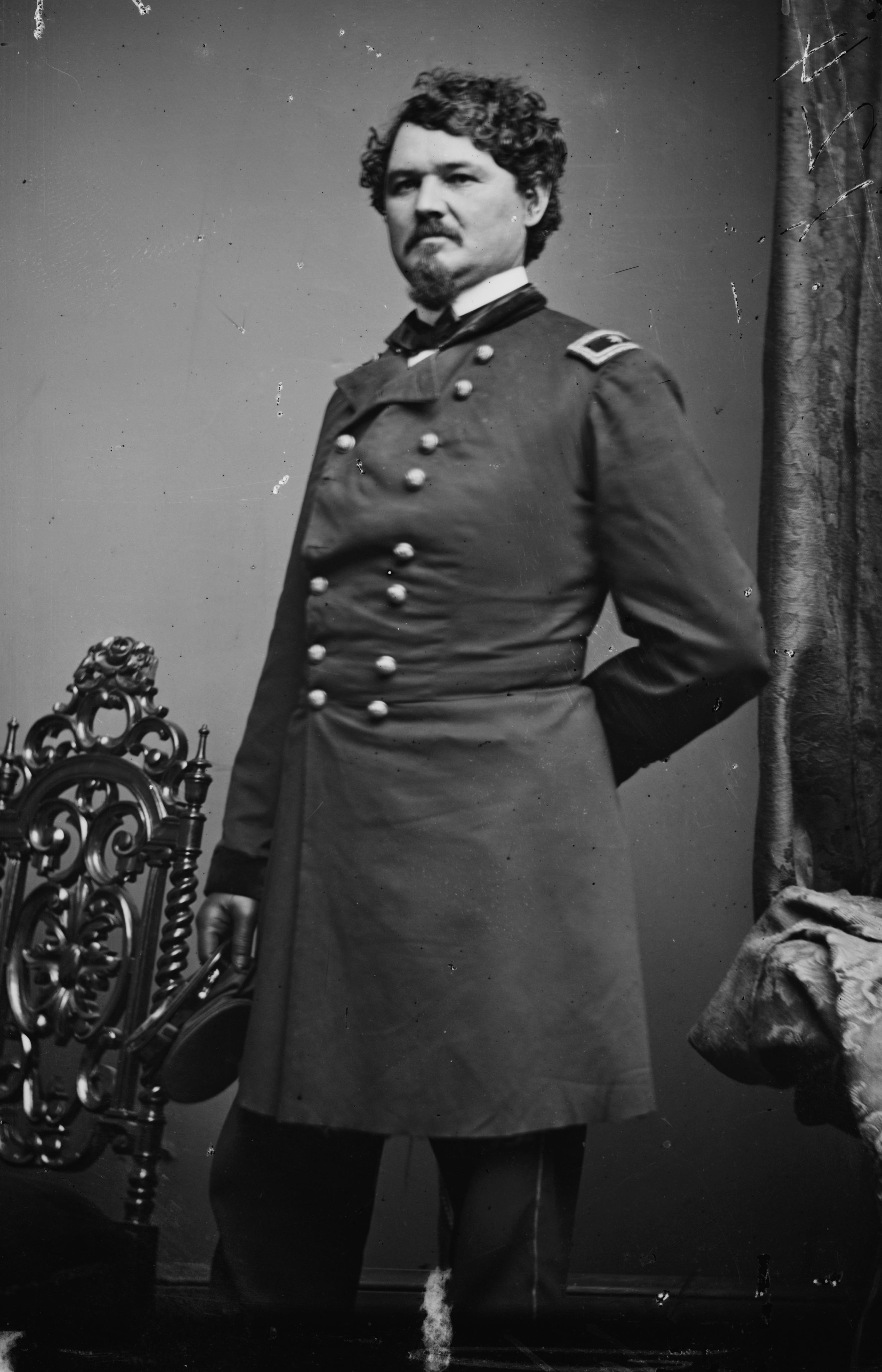
Sturgis als General der Unionsarmee, Fotografie von Mathew Brady

Samuel Davis Sturgis (* 11. Juni 1822 in Shippensburg, Pennsylvania; † 28. September 1889 in Saint Paul, Minnesota) war ein amerikanischer Offizier und General der Nordstaaten im Sezessionskrieg.

## Leben

### Vor dem Sezessionskrieg
Sturgis wurde in Pennsylvania geboren und trat am 1. Juli 1842 in die US-Militärakademie West Point ein, die er 1846 als 32. seines Jahrgangs von 59 abschloss. Zu seinem Jahrgang in West Point gehörten unter anderem auch George B. McClellan, Thomas J. Jackson, Ambrose P. Hill und zahlreiche andere spätere Generäle des Sezessionskriegs. Nach seinem Abschluss diente er als Leutnant bei den Dragonern und nahm als solcher am Mexikanisch-Amerikanischen Krieg teil. Bei einer Aufklärungsmission in der Nähe von Buena Vista wurde er gefangen genommen und nach acht Tagen wieder ausgetauscht. Nach Ende des Krieges blieb er im Heer der Vereinigten Staaten, wurde Quartiermeister des 2. Dragonerregiments und zunächst zum Oberleutnant, später zum Hauptmann befördert. Als solcher diente er im 1. Kavallerieregiment. Sturgis war im Westen stationiert und nahm an mehreren Indianerfeldzügen teil, unter anderem gegen die Apachen, Kiowa und Comanchen.

### Sezessionskrieg
Bei Ausbruch des Sezessionskrieges war Sturgis Hauptmann im 1. Kavallerieregiment und in Fort Smith, Arkansas, stationiert.
Er wurde zum Major befördert und kommandierte in der Schlacht am Wilson’s Creek eine vor allem aus regulären Heereseinheiten bestehende, kleine Brigade. Nachdem der Befehlshaber der Unionstruppen, Brigadegeneral Nathaniel Lyon, gefallen war, übernahm Sturgis den Befehl über die Unionstruppen.
Trotz der Niederlage bei Wilsons Creek wurde Sturgis für seine Verdienste in der Schlacht zum Brevet-Oberstleutnant des regulären Heeres und zum Brigadegeneral des Freiwilligenheeres ernannt. Er diente bis im Frühjahr 1862 auf dem Kriegsschauplatz westlich des Mississippi und wurde dann auf den östlichen Kriegsschauplatz versetzt, zuerst in Washington, dann zur Virginia-Armee, in der er während der zweiten Schlacht am Bull Run das Reservekorps befehligte. Bei diesem Korps handelte es sich aber trotz des Namens nur um eine schwache Brigade. Im September 1862 übernahm er den Befehl über eine Division des IX. Korps und führte diese unter anderem in den Schlachten von Antietam und Fredericksburg. Das IX. Korps wurde im Frühjahr 1863 nach Kentucky und Osttennessee verlegt, und mit ihm auch Sturgis und seine Division. Während das Korps relativ bald zur Unterstützung der Operationen gegen Vicksburg nach Mississippi verlegt wurde, blieb Sturgis in Kentucky und befehligte dort den Distrikt Zentralkentucky im Wehrbereich Ohio und später die Kavallerie des Wehrbereichs Ohio. In diese Zeit fiel auch seine Beförderung zum Oberstleutnant des regulären Heeres. Im Sommer 1864 marschierte General Sherman mit drei Unionsarmeen auf Atlanta. Eine große Sorge Shermans hierbei war seine immer länger werdende und für Kavallerieraids anfällige Versorgungslinie nach Nashville, Tennessee. Um die konföderierte Kavallerie beschäftigt zu halten, wurde Sturgis im Juni 1864 mit einem Entlastungsangriff von Westtennessee nach Nordmississippi beauftragt, für den ihm etwa 3300 Kavalleristen, 5000 Infanteristen und 16 Geschütze zur Verfügung standen. In der Schlacht von Brice’s Crossroads wurde er jedoch von einer zahlenmäßig unterlegenen konföderierten Streitmacht unter General Forrest schwer geschlagen, und erhielt danach für den Rest des Bürgerkriegs kein anderes Feldkommando mehr. Kurz vor Kriegsende wurden ihm jedoch noch die Brevet-Ränge eines Brigadegenerals und Generalmajors des regulären Heeres verliehen.

### Indianerkriege
Sturgis wurde im August 1865 aus dem Freiwilligenheer ausgemustert und kehrte in den Dienst des regulären Heeres zurück. Als Oberstleutnant diente er im 6. Kavallerieregiment. 1869 wurde er zum Oberst befördert und erhielt den Befehl über das 7. Kavallerieregiment. Sein Stellvertreter war Oberstleutnant George Armstrong Custer. Custer führte einen Teil des 7. Kavallierregiments in die Schlacht am Little Big Horn. Zu den Gefallenen auf der Seite der Amerikaner zählte auch der 1854 geborene James G. Sturgis, ein Sohn von Samuel Sturgis. Nach der Niederlage am Bighorn übernahm Sturgis persönlich den Befehl über die 7. Kavallerie und führte sie unter Nelson A. Miles in Operationen gegen die Sioux und die Nördlichen Cheyenne.
Im Sommer 1877 nahm Sturgis mit sechs Kompanien der 7. Kavallerie am Nez-Percé-Krieg teil. Während General Howard die Nez Percé verfolgte, sollte sich Sturgis mit seinem Kommando ihnen in der Absaroka-Bergkette in den Weg stellen. Sturgis positionierte seine Truppen Anfang September an der Mündung des Clark’s Fork in den Yellowstone. Aufklärer berichteten ihm, dass die Nez Percé stattdessen entlang des Shoshone marschierten, und Sturgis marschierte mit seinem Kommando dorthin, um die Indianer am Ausgang des Shoshone-Tales abzufangen. Die Nez Percé waren dem Shoshone Trail aber nur ein kurzes Stück gefolgt und hatten Sturgis dann entlang des Clark’s Fork umgangen. Statt vor den Indianern fand sich Sturgis schließlich hinter General Howards Kommando wieder. Auf Befehl Howards nahm er dann mit einem berittenen Kommando eine verschärfte Verfolgung auf. Sturgis erreichte die Indianer am Canyon Creek, wurde von den Kriegern der Nez Percé aber aufgehalten und konnte ihnen den weiteren Fluchtweg dadurch nicht versperren. Sturgis verfolgte die Nez Percé weiter, die schließlich im Oktober in den Bearpaw Mountains von Oberst Miles gestoppt wurden.

### Letzte Jahre
Nach dem Ende des Feldzugs gegen die Nez Percé diente Sturgis weiter im Heer und wurde in verschiedenen Forts im Westen stationiert. Danach leitete er ein Soldatenheim in Washington D.C. und trat 1886 in den Ruhestand. Sturgis starb am 28. September 1889 in St. Paul Minnesota und wurde auf dem Nationalfriedhof Arlington beigesetzt.
Sein Enkel Samuel D. Sturgis III (1897–1964) brachte es in der Armee bis zum Generalleutnant und zum Kommandeur des United States Army Corps of Engineers.

## Ehrungen
Die Stadt Sturgis in South Dakota wurde nach Samuel Davis Sturgis benannt. Ebenfalls nach ihm benannt wurde das amerikanische Transportschiff USS General S. D. Sturgis im Zweiten Weltkrieg.